# Isla Alejandro Selkirk

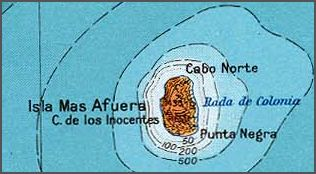
Karta över Alejandro Selkirk

Isla Alejandro Selkirk ("Alexander Selkirkön", spanska Isla Alejandro Selkirk, tidigare Isla Más Afuera - "Ön längre från land") är en liten ö i sydöstra Stilla havet som tillhör Chile. Ön har fått sitt namn efter den strandsatta sjömannen Alexander Selkirk.

## Geografi
Isla Alejandro Selkirk är en ö i ögruppen Juan Fernández-öarna och ligger cirka 181 kilometer väster om huvudön Isla Robinson Crusoe.
Ön är av vulkaniskt ursprung och har en areal om ca 85 km² och består av branta dalar och åsar med höga kustklippor.
Den högsta höjden är Cerro de Los Inocentes på ca 1.329 m ö.h. och ligger på öns sydvästra del.
Ön saknar bofast befolkning förutom servicepersonal vid Lobería del Buque Varado, ett turistläger vid öns östra del. Ön utgör en del i "comuna" (kommun) i provinsen Valparaíso varifrån även Påskön förvaltas.
Hela ögruppen är ett biosfärområde, "Archipiélago Juan Fernández", sedan 1977.

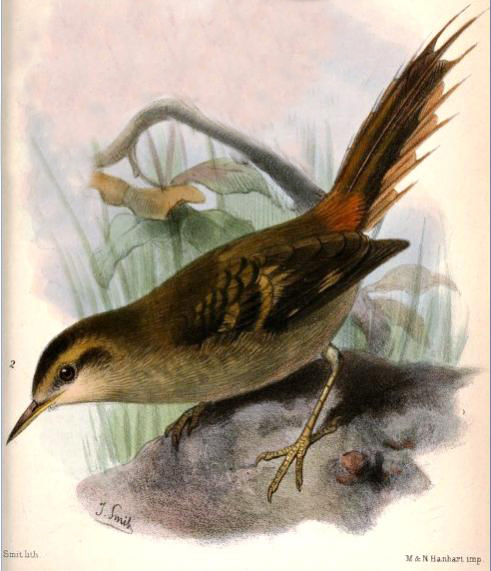
Alejandroselkirktörnstjärt (Masafuera rayadito) är endemisk på Isla Alejandro Selkirk.

## Historia
Isla Alejandro Selkirk upptäcktes den 22 november 1574 av spanske sjöfararen Juan Fernández och namngavs först "Isla Más Afuera". 1966 ändrades namnet till Isla Alejandro Selkirk.